# Archipel de Hanovre
Pour les articles homonymes, voir Hanovre (homonymie).
L'archipel de Hanovre (en espagnol : archipiélago de Hanover) est un archipel chilien située dans le Pacifique sud, au nord du détroit de Magellan. Il s'étend entre le canal Inocentes et le détroit de Nelson. Les principales îles qui le composent sont : l'île Hanovre, l'île Jorge Montt, l'île Armonía, l'île Presidente Gabriel Gonzalez Videla et l'île Virtudes pour sa partie orientale et les îles Lobos, Doñas et Diego de Almagro, entre autres, dans sa partie occidentales.
Administrativement l'archipel est rattaché à la province de Última Esperanza, dans la XIIe région de Magallanes et de l'Antarctique chilien. 
Depuis environ 6 000 ans ses côtes sont habitées par le peuple kawésqar. Au début du XXIe siècle, ce peuple a pratiquement disparu.